# Kovács István (birkózó)
Kovács István (Nádudvar, 1950. június 27. –) olimpiai bronzérmes, világbajnok magyar birkózó. 

## Pályafutása
Kovács István 1950. június 27-én született Nádudvaron. Tizenöt évesen kezdett el birkózni a Budapest Honvédban. 1977-ben a göteborgi birkózó világbajnokságon bronzérmet szerzett 82 kg-os szabadfogásban, két évvel később San Diegoban világbajnoki címet szerzett, valamint Bukarestben második helyezést ért el a kontinensviadalon. Az 1980-as moszkvai olimpián bronzérmet szerzett. Jelenleg ő a Magyar Birkózószövetség alelnöke.